# Mleczaj złocisty

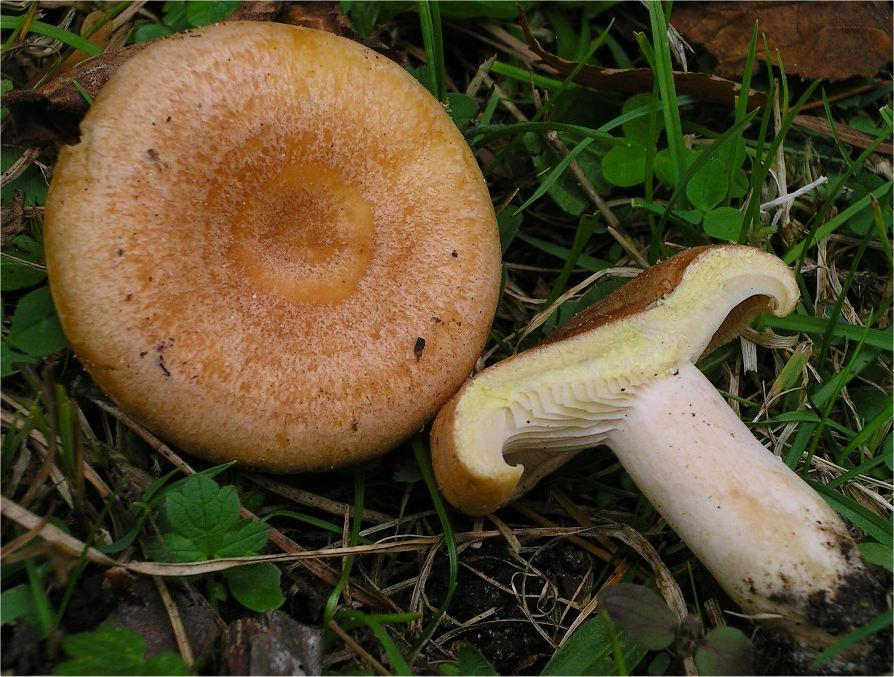

Mleczaj złocisty (Lactarius chrysorrheus Fr.) – gatunek grzybów należący do rodziny gołąbkowatych (Russulaceae).

## Systematyka i nazewnictwo
Pozycja w klasyfikacji według Index Fungorum: Lactarius, Russulaceae, Russulales, Incertae sedis, Agaricomycetes, Agaricomycotina, Basidiomycota, Fungi.
Po raz pierwszy opisał go Elias Fries 1838 r. i nadana przez niego nazwa naukowa jest aktualna. Nazwę polską podali Barbara Gumińska i Władysław Wojewoda w 1983 r. W polskim piśmiennictwie mykologicznym gatunek ten opisywany był też pod nazwami: bedłka tygrysowa, podrydzyk ostry, podrydzyk psi. Synonimy naukowe.
- Galorrheus chrysorrheus (Fr.) P. Kumm. 1871
- Lactarius chrysorrheus f. immutabilis Maire 1937
- Lactarius theiogalus var. chrysorrheus (Fr.) Quél. 1886
- Lactifluus chrysorrheus (Fr.) Kuntze 1891

## Morfologia
Kapelusz
Średnica 4–6(9) cm, kształt początkowo wypukły szybko jednak rozpłaszcza się i w końcu jest staje się, w środku zagłębiony do wklęsłego. Brzeg początkowo podwinięty, później rozpostarty, ostry. Powierzchnia gładka, w stanie wilgotnym śliska. Barwa od jasno mięsistej do jasno-ochrowo-pomarańczowej. Posiada kilka ciemniejszych, wyraźnych lub rozmytych pręg.
Blaszki
Blaszki z międzyblaszkami, przy trzonie przyrośnięte, czasami rozwidlone. Mają barwę jasnopłową pomarańczowym odcieniem.
Trzon
Wysokość 2,5–4(8) cm, grubość cm i grubości 0,7–1(2) cm, walcowaty, młody gąbczasty, dojrzały pusty. Powierzchnia gładka. Delikatnie oszroniona, czasami z małymi i płytkimi jamkami. Barwa trochę jaśniejsza od kapelusza.
Miąższ
Kruchy, biały, na powietrzu szybko żółknący. Smak początkowo łagodny, później piekący.
Mleczko
Obficie wyciekające, najpierw białe, po 2–3 sekundach cytrynowożółte. W pierwszym momencie wydaje się lagodne, później jednak jest silnie piekące na języku i w gardle.
Cechy mikroskopowe
Wysyp zarodników białawy z cielistym odcieniem. Zarodniki szeroko owalne o rozmiarach 7,1–9,1 × 6–7,5 μm. Na powierzchni posiadają niskie brodawki połączone różnej długości listewkami tworzącymi rzadką siateczkę. Podstawki mają rozmiar 36–44 × 7–10 μm. Niezbyt liczne, wrzecionowate cystydy mają rozmiar 45–65 × 7–10 μm i wystają zarówno na ostrzu, jak i na bokach blaszek.
Gatunki podobne
- mleczaj modrzewiowy (Lactarius porninsis), z nieżółknącym mleczkiem, towarzyszący modrzewiowi.
- mleczaj bagienny (Lactarius lacunarum), również rosnący pod dębami, z mleczkiem tylko trochę żółknącym.

## Występowanie i siedlisko
Występuje w Ameryce Północnej, Środkowej i Południowej, w Europie, Azji i Oceanii. W Polsce gatunek rzadki. Znajduje się na Czerwonej liście roślin i grzybów Polski. Ma status R – potencjalnie zagrożony z powodu ograniczonego zasięgu geograficznego i małych obszarów siedliskowych. Znajduje się na listach gatunków zagrożonych także w Estonii i Holandii.
Naziemny grzyb mykoryzowy. Rośnie od lipca do końca jesieni, w lasach liściastych i mieszanych, głównie pod dębami, zwykle w dużych grupach. Gatunek dość częsty na nizinach.
Grzyb niejadalny.